# Vladimir Cosma
Vladimir Cosma (Bukarest, 1940. április 13. –) kétszeres César-díjas román származású francia zeneszerző. Romániában született, de huszonhárom éves korában Párizsba költözött, ahol a francia filmgyártás nagyjai közé került és mára már klasszikusnak számító mozifilmekhez komponált zenei aláfestést.

## Élete
Zenészcsaládból származik, apja karmester és zongorista, nagyanyja zongorista, anyja és nagybátyja pedig zeneszerző volt. Zenei tanulmányait a Bukaresti Konzervatóriumban kezdte hegedűleckékkel és zeneszerzéssel. 1963-ban egy párizsi iskolában folytatta tanulmányait. A filmes szakmába 1968-ban került az Yves Robert által készített Boldog Alexandre - Alexandre le Bienheureux révén.

## Válogatott filmográfia
- Funeralii fericite (2013) zeneszerző
- Tollszárak ideje (Egy év az életemből) (2006) zeneszerző
- Albert, a fura fazon (2004) zene
- Le président Ferrare (tévéfilm, 2004) zene
- Addig jár a korsó a kútra… (2000) zene
- César (Marseille-i trilógia) (2000) zene
- Fanny (Marseille-i trilógia) (tévéfilm, 2000)  zeneszerző
- Marius (Marseille-i trilógia) (tévéfilm, 2000)  zeneszerző
- A pék felesége (tévéfilm, 1999)  zene
- Nagymamák akcióban (1999) zene
- Apa titkai (tévéfilm, 1998)  zene
- Dilisek vacsorája (1998) zene
- Nap (1997) zeneszerző
- A Jaguár (1996) zeneszerző
- Mi a hézag tanárúr? (A világ legszebb mestersége) (1996) zeneszerző
- A bírónő dossziéi (tévéfilm, 1995)  zeneszerző
- Dazzle (tévéfilm, 1995)  zeneszerző
- Héléne szemei (tévéfilm, 1994)  zeneszerző
- Montparnasse-Pondichéry (1994) zeneszerző
- Reszkessetek, bankrablók! (1994) zene
- Bonsoir (1994) zene
- Aranyra szomjazva (1993) zene
- A hercegi vacsora (1992) zene
- Eladó város (1992) zeneszerző
- Megperzselt szívek (tévéfilm, 1992)  zeneszerző
- La femme abandonnée (tévéfilm, 1992)  zene
- Le Bal des casse-pieds (1992) zeneszerző
- Egy szívesség, egy óra és egy nagyon nagy hal (1991) zeneszerző
- Titkolt titkos ügynök (1991) zeneszerző
- Zűrös család (1991) zeneszerző
- Anyám kastélya (1990) zeneszerző
- Le château de ma me`re (1990) zeneszerző
- A kígyólány (tévéfilm, 1989) zeneszerző
- Arsene Lupin legújabb kalandjai (tévéfilm, 1989)  zeneszerző
- The Nightmare Years (tévéfilm, 1989)  zene
- Till We Meet Again (tévéfilm, 1989)  zene
- A párizsi diáklány (1988) zene
- A kis csábító (1987) zeneszerző
- Levi és Góliát (1987) zene
- Megígért-megfogadott (1987) zeneszerző
- Le Moustachu (1987) zene
- Rahan - Fils des âges farouches (tévéfilm, 1987)  zeneszerző
- Asterix Britanniában (1986) zene
- Fejedelmi esküvő kis átveréssel (1986) zeneszerző
- Négybalkezes (1986) zeneszerző
- A chateauvalloni polgárok (tévéfilm, 1985)  zeneszerző
- A gag királyai  (1985) zeneszerző
- Asterix - Cézár ajándéka (1985) zene
- Az elsüllyedt világok (tévéfilm, 1985)  zeneszerző
- A hetedik célpont (1984) zene
- Az iker (1984) zeneszerző
- A bál (1983) zeneszerző
- Balekok (1983) zeneszerző
- La Chambre des dames (tévéfilm, 1983)  zene
- A kockázat ára (1983) zeneszerző
- Titokban Hongkongban (1983) zene
- A házibuli folytatódik (1982) zene
- Ászok ásza (1982) zene
- Karácsonyi kalamajka (1982) zene
- Még a házasság előtt (1982) zeneszerző
- Balfácán (1981) zene
- Díva (1981) zeneszerző
- Éretlenek a tengerparton (1981) zeneszerző
- Jövőre... ha minden jól megy (1981) zeneszerző
- Esernyőtrükk (1980) zene
- Fürkész felügyelő (1980) zene
- Házibuli (1980) zene
- Te vagy a hunyó! (1980) zeneszerző
- Végzetes bosszú (1980) zeneszerző
- A szökés (1979) zene - Cézár-díj (1980) - Legjobb filmzene jelölés
- Courage fuyons (1979) zene
- David Balfour kalandjai (tévéfilmsorozat, 1978) zene
- Félénk vagyok, de hódítani akarok (1978) zeneszerző
- Marakodók (1978) zeneszerző
- Államérdek (1978) zeneszerző
- Az állat (1977) zeneszerző
- Dracula és fia (1977) zeneszerző
- Mind a Paradicsomba kerülünk (1977) zene
- Mindenkinek a maga keresztje (1977) zeneszerző
- A játékszer (1976) zeneszerző
- Szárnyát vagy combját? (1976) zeneszerző
- A hajsza (1975) zeneszerző
- Sztrogoff Mihály (tévéfilm, 1975)  zeneszerző
- A magas szőke férfi visszatér (1974) zene
- Ahová lépek, ott fű nem terem (1974) zene
- Jákob rabbi kalandjai (1973) zene
- Balszerencsés Alfréd (1972) zene
- Magas szőke férfi felemás cipőben (1972) zene
- A szórakozott (1970) zene
- Les Aventures de Tom Sawyer (tévéfilm, 1968) zene
- Helló, Einstein! (tévéfilm) zeneszerző